# Ушаральський сільський округ (Таласький район)
Ушара́льський сільський округ (каз. Үшарал ауылдық округі, рос. Ушаралский сельский округ) — адміністративна одиниця у складі Таласького району Жамбильської області Казахстану. Адміністративний центр — село Ушарал.
Населення — 1974 особи (2021; 2109 у 2009, 2337 у 1999, 3104 у 1989).
Станом на 1989 рік існувала Ушаральська сільська рада (села Арал, Бідали, Кайир, Ушарал).

## Склад
До складу округу входять такі населені пункти:
| Населений пункт | Старі назви | Населення, осіб (1989) | Населення, осіб (1999) | Населення, осіб (2009) | Населення, осіб (2021) |
| --------------- | ----------- | ---------------------- | ---------------------- | ---------------------- | ---------------------- |
| Арал, село      | -           | 151                    | 190                    | 711                    | 156                    |
| Бідали, село    | -           | 444                    | -                      | -                      | -                      |
| Кайир, село     | -           | 188                    | 201                    | 342                    | 132                    |
| Ушарал, село    | -           | 2321                   | 1946                   | 1056                   | 1686                   |